# Dick York
Dick York, Richard Allen York (4 de setembre de 1928, Fort Wayne, Indiana – 20 febrer, 1992, Rockford, Michigan) fou un actor de teatre, ràdio, televisió i cinema nord-americà, recordat principalment pel seu paper en la sèrie de televisió Embruixada.

## Trajectòria

### Començaments
Cresqué en Chicago, on una monja catòlica fou la primera persona que reconegué la seua prometedora veu. Començà la seua carrera a l'edat de 15 anys, com l'estrella de programa de ràdio de CBS That Brewster Boy. Aparegué en centenars de programes de ràdio i en pel·lícules, abans de dirigir-se a Nova York, on va actuar en les obres de Broadway, Te i simpatia i Bus Stop.
Va treballar amb celebritats com Paul Muni i Joanne Woodward, en actuacions en viu per televisió. També amb Janet Leigh, Jack Lemmon, i Gary Cooper en la pantalla gegant, en les pel·lícules La meva germana Eileen, Cowboy, i Van arribar a Cordura, respectivament.
Va interpretar el paper de Bertram Cates, el jove professor encarregat d'ensenyar la teoria de l'evolució, en la pel·lícula clàssica de 1960, L'herència del vent, al costat de Spencer Tracy, Fredric March i Gene Kelly.
York va continuar protagonitzant amb Gene Kelly programes dramàtics i comèdies en la televisió, participant en dotzenes d'episodis, actualment convertits en clàssics de la televisió, com ara Alfred Hitchcock Presents, Wagon Train, The Twilight Zone, i Ruta 66.

### Embruixada i l'èxit
El seu paper protagonista, al costat d'Elizabeth Montgomery, en la sèrie per a televisió de la dècada de 1960 Embruixada interpretant el publicista Darrin Stephens el dugué a la popularitat. El programa tingué un gran èxit i així Dick York aconseguí una nominació al premi Emmy el 1968.

### Malaltia i mort
El 1969 li van sobrevenir problemes amb la seua salut. Complicacions amb la seua esquena el van afeblir durant la filmació de Van arribar a Cordura. Patia tant de dolor que això el va dur a l'addicció als analgèsics. Durant la cinquena temporada de la comèdia Embruixada, va patir a causa del dolor d'esquena, d'un aneurisma, i va haver de ser dut d'urgència a l'hospital. Al seu llit en l'hospital, York va renunciar a la sèrie per a dedicar-se a la seua recuperació. Per a la temporada de 1969-70 va ser substituït en la sèrie de TV per l'actor Dick Sargent, que va seguir interpretant el paper de Darrin Stephens fins a l'última temporada el 1972.
Mentre combatia la lesió en l'esquena, va engreixar 68 quilos i va perdre la major part de les dents. Ell, al costat de la seua esposa Joan, van subsistir administrant un edifici d'apartaments que posseïen, fins que van caure en fallida perdent l'edifici.
En les seues memòries pòstumes The Seesaw Girl and Meesto, explica que va tardar molts anys més a recuperar l'interès per actuar i tractar de reactivar la seua carrera. Després de perdre el pes que havia guanyat, va fer altres aparicions en televisió, actuant en diversos programes de televisió en hores de gran audiència, incloent-hi a Simon & Simon i Fantasy Island.
Va passar els seus anys finals combatent un emfisema, causat per la seua afició al tabac. En una última entrevista, postrat en llit en una caseta en Rockford, Michigan, explica que va fundar Acting for Life, un fons privat per a recaptar ajuda per als sensellar.
York va motivar a polítics, gent de negocis, i celebritats per a contribuir amb aliments i diners.
Morí el 20 de febrer de 1992 a causa de l'emfisema. Està enterrat en el Cementeri de Plainfield en Rockford, Michigan.

## Filmografia
- Shy Guy (1947)
- Last Date (1950)
- How Friendly Are You? (1951)
- La meva germana Eileen (1955)
- Operació Nit Boja (1957)
- Cowboy (1958)
- The Twilight Zone (1959)
- Van arribar a Cordura (1959)
- L'herència del vent (1960)
- Embruixada (1964-1969)
- Fantasy Island (1 episodi, 1984)
- Simon & Simon (1 episodi, 1983)
- Embruixada, la pel·lícula (no apareix en els crèdits) com Darrin Stephens